# 铜川东站
铜川东站是位于陕西省铜川市王益区的一个铁路车站，有咸铜铁路和地方铁路铜蒲铁路经过，距离咸阳站135公里。车站建于1941年，原名铜川站，老站房于2018年列入陕西省文物保护单位。2020年车站开始电气化及客运改造，2021年6月更名铜川东站，同年9月15日开通往返西安的动力集中动车组列车3对，是四等站，货运仅办理专用线、专用铁路货运业务。